# Lobnya
Lobnya (em russo: Ло́бня) é uma cidade da Rússia situada no óblast de Moscou. Localiza-se à 27 km ao norte da cidade de Moscou, e tem uma população de cerca de 74,252 habitantes (2010).

## Esporte
A cidade de Lobnya é sede do FC TsFKiS Lobnya, que participou do Campeonato Russo de Futebol.